# Командная гонка преследования
Командная гонка преследования — вид велотрековой гонки, в которой принимают участие две команды. Правила её проведения во многом схожи с таковыми для индивидуальной гонкой преследования. Является олимпийской дисциплиной у мужчин с 1908 года, у женщин — с 2012.

## Описание
В настоящее время как мужчины, так и женщины соревнуются на дистанции 4 километра в команде из 4 человек. Ранее женщины соревновались на дистанции 3 километра, а женская команда состояла из 3 велогонщиц.
Старт происходит с противоположных сторон велотрека. Как и в индивидуальной гонке преследования, главной целью является прохождение дистанции за наименьшее время. Гонщики в команде следуют строго друг за другом, тем самым уменьшая общее сопротивление воздуха. Периодически происходит смена лидера команды: ведущий гонщик, на которого приходится основная волна сопротивления, поднимается на вираже, пропуская следующих за ним членов команды, и становится вслед за ними. Время финиша команды определяется по третьему гонщику.
Если в финальных заездах одна команда догоняет другую, то гонка останавливается и догнавшая команда объявляется победителем. Считается, что одна команда догнала другую, когда минимум три гонщика догоняющей команды, следующих друг за другом, находятся на расстоянии одного метра от догоняемой команды.
Соревнования по данной дисциплине проходят в два этапа:
1. Квалификационные заезды, по результатам которых отбирается 4 команды (на Кубках мира, Чемпионатах мира и Олимпийских играх — 8 команд), показавшие лучшее время;
2. Финальные заезды (в указанном порядке):
  - среди 4 команд: 1—2[3], 3—4;
  - среди 8 команд:
    - отборочный этап: 1—4, 2—3, 5—8, 6—7;
    - финальный этап: 4 лучшие команды по результатам отборочного этапа соревнуются между собой по правилам для финальных заездов среди 4 команд. На Олимпийских играх также проводятся заезды 5—6[4] и 7—8.